# Polyanthéa em homenagem ao tri-centenário da creação do município de Parnahyba
Polyanthéa em homenagem ao tri-centenário da creação do município de Parnahyba é um livro histórico e de estórias publicado em 1925, como parte das comemorações do tricentenário do município de Santana de Parnaíba, São Paulo.
A obra foi organizada pelo então prefeito municipal João José de Oliveira e pelos professores João Sant'Anna e Antonio O. S. Cardoso Filho.
A publicação teve a autoria de 26 escritores. O biógrafo, historiador, ensaísta e heráldico Afonso d'Escragnolle Taunay, contribuiu com três capítulos.